# Museo etnografico del bosco e della mezzadria
Il museo etnografico del bosco e della mezzadria è un museo situato nel borgo di Orgia, frazione del comune di Sovicille in provincia di Siena.

## Descrizione
Il museo è stato inaugurato nel 1993 e si occupa di studiare e divulgare la natura del bosco ai fini di diffondere il rispetto per la natura e concetti di educazione ambientale.
Racconta il rapporto susseguitosi nella storia tra bosco e uomo, descrivendo ad esempio i mestieri che questo svolgeva in ambito naturale, come il carbonaio e il taglialegna. Nelle colline dell'alta Val di Merse gestisce una rete di sentieri attrezzata, lungo le tracce della tradizionale vita contadina e dei mestieri da essa scaturiti. Il sito del comune, oltre a fornire informazioni su costi e orari, permette di scaricare la mappa dei sentieri.